# 英國國家電網
英國國家電網（英語：National Grid），簡稱英國電網，是英國大不列顛島的高壓電網，維持該島的發電站、電纜與變電站等等的基建設施。該電網並不包含北愛爾蘭，而是由愛爾蘭的電網供應。
英國電網屬於廣域同步電網，與歐洲大陸電網一樣在50赫茲運作。該電網的大部分電纜都是40萬伏特，而也有少部分是27.5萬伏特。該系統有數條海底電纜，包括有直流電連往曼島，並有交流電通往泄蘭群島、愛爾蘭、法國、比利時、荷蘭、挪威和丹麥。
在1990年，該電網進行私有化，由原有的CEGB改為由數家企業擁有。自從2024年10月，該電網的傳輸系統運營商就是國有的國家能源系統管理局 (NESO)。

## 歷史

### 開發

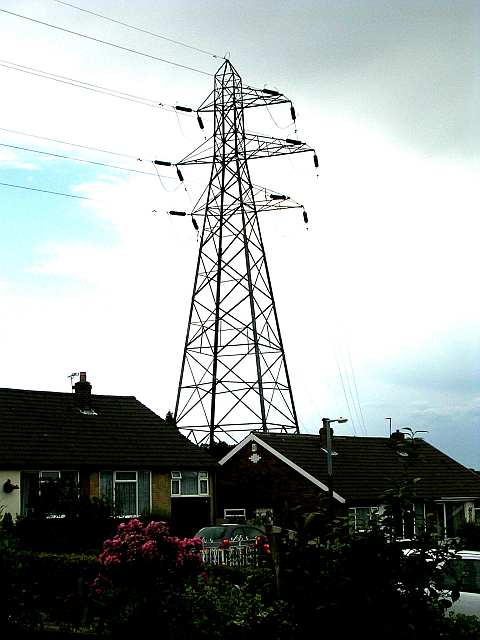
在西約克郡的一座輸電塔

在19世紀末，尼古拉·特斯拉建立了三相電的概念，首先在英國泰恩河畔紐卡素使用。該發電系統於1901年成立，至1912年時已成為了當時歐洲最大的電力系統。不過，英國其他地方此時仍舊在使用小型的電力供應系統。
在1925年，英國政府邀請了格拉斯哥商業家威爾子爵，來解決英國電網低效率且散落的問題。翌年，英國通過《1926年電力供應法》，正式建議英國建立一個“全國的電網”來供應電力。該法律成立了中央發電局，是英國首個全國性管理同步電網的部門，該電網使用交流電，在13.2萬伏特和50赫茲運作。

### 成立

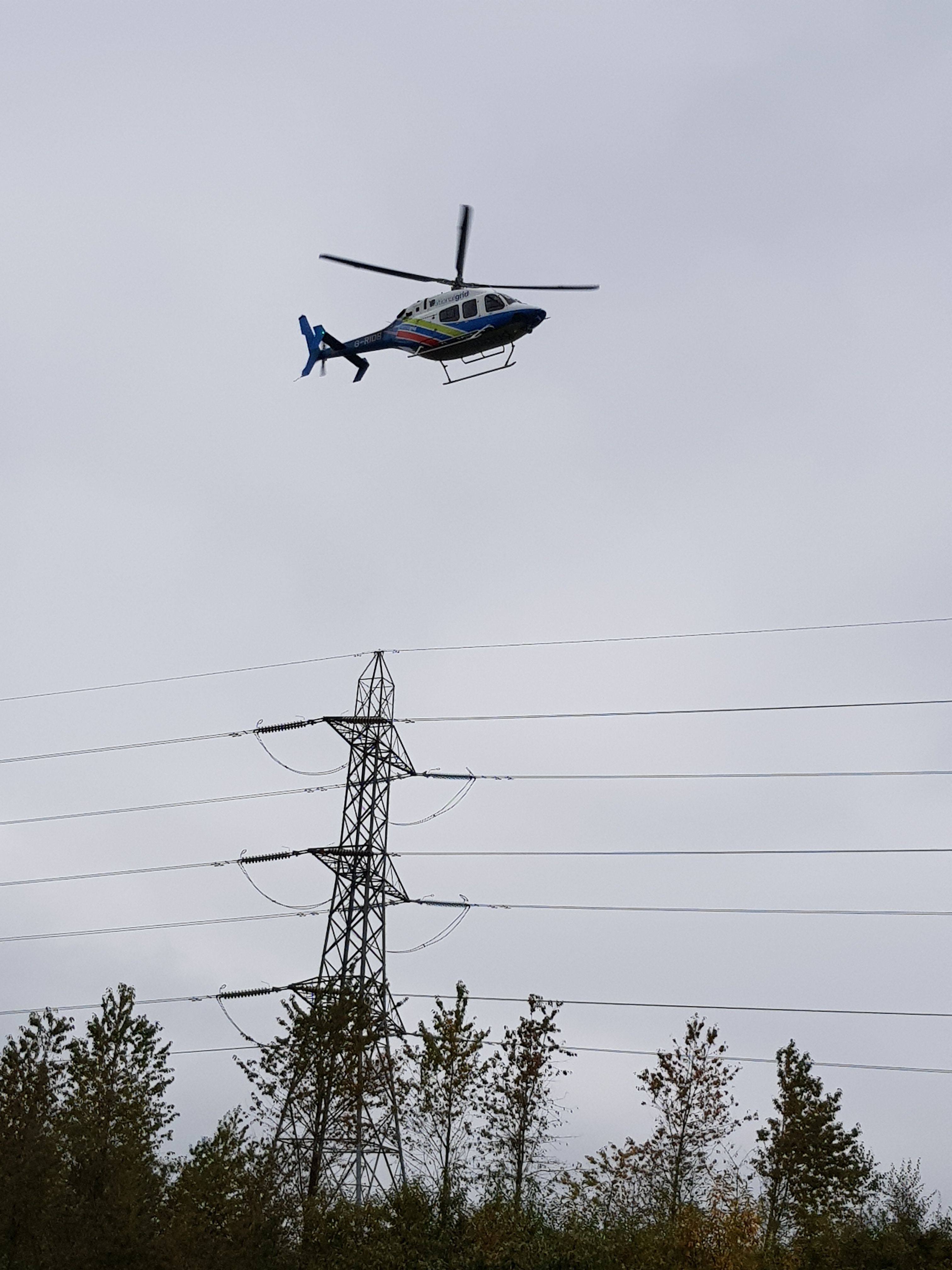
直升機在大曼徹斯特檢查架空電纜

英國的電網由共6,400（4,000英里）長的電纜組成，鏈接122個效率最高的發電站。英國首座輸電塔在1928年7月14日於愛丁堡開始動工，於1933年9月落成。在開始後早期，該電網雖與數個地區性的電網在緊急時能相連，但一般仍獨立運作。在1937年10月29日，該電網成功與其他的電網同步，並於1938年正式實現英國全國的電網。
同時，電力的用戶不斷增加，由1920年的25萬人，升至1938年的900萬人。在二次大戰的倫敦大轟炸期間，該電網即派上用場，來代替因戰鬥而失效的巴特西與富咸發電站。在1947年，該電網在《1947年電力法》進行國有化，同時由英國發電局來管理。

### 擴展
在1949年，英國電網加入了27.5萬伏特的電纜鏈接，來應對國家的電力需求。在設計該系統期間，工程師本預期在1970年會有3萬兆瓦的需求，但該電量只於1960年已超過。鑒於電力需求的快速增展，中央發電局進行了調查，來研究有關未來的電力需要。最後，部門決定興建40萬伏特的電纜，同時把已有的27.5萬伏特電纜提升至40萬，使輸電更有效。該項目於1965年完工。根據管理電網的 Grid Code，一個超過20萬伏特的輸電系統，就屬於“智能電網”。
由2013至2018年，英國興建了一條2.2吉瓦的海底電纜，來連接蘇格蘭與威爾士北部，亦就是西部HVDC連接。這是英國首個不是使用交流電的主要電網連接。
2021年，森麻實郡興建了一種新的非晶格輸電塔，連接欣克利角C核电站通往雅芳茅斯共35英里（56）的距離。
2023年，由於國家安全的關係，該電網開始拆除來自中國國電南瑞的電訊設備。
2024年，能源安全及淨零部創立了國家能源系統管理局 (NESO)，來從英國國家電網公司買下該電網的營運權。

## 外部鏈接
- 電網數據資訊
- 英國電網的碳排放
- 電力市場的實時數據
- Butler, Scott. UK Electricity Networks: The nature of UK electricity transmission and distribution networks in an intermittent renewable and embedded electricity generation future, 2001.
- Deloitte & Touche. 英國電網與發電站的地圖一覽, BBC新聞, 2003.

英國電網地圖

- The Transmission System, National Grid's Seven Year Statement (2008)